# Frédéric-Auguste d'Anhalt-Dessau
Frédéric-Auguste d'Anhalt-Dessau (allemand : Friedrich August von Anhalt-Dessau) (23 septembre 1799 – 4 décembre 1864), est un prince allemand de la Maison d'Ascanie de la branche d'Anhalt-Dessau.

## La naissance et famille
Frédéric est né à Dessau le 23 septembre 1799 comme le quatrième (mais troisième fils survivant) de Frédéric d'Anhalt-Dessau, et de sa femme, Amélie de Hesse-Hombourg, fille de Frédéric V de Hesse-Hombourg.

## Le mariage et la descendance
Au château de Rumpenheim à Offenbach-sur-le-Main, le 11 septembre 1832, Frédéric-Auguste a épousé Marie-Louise-Charlotte de Hesse-Cassel (Copenhague, 9 mai 1814 - Château de Hohenbourg, 28 juillet 1895). Elle est la fille de Guillaume de Hesse-Cassel-Rumpenheim et de son épouse la princesse Louise-Charlotte de Danemark, une sœur du roi Christian VIII de Danemark. Marie a une sœur plus jeune la Reine Louise, épouse du roi Christian IX de Danemark.
Frédéric et Marie ont trois filles, :
1. Adélaïde Marie (Dessau, 25 décembre 1833 - Château de Königstein, 24 novembre 1916), mariée le 23 avril 1851 à Adolphe, dernier Duc de Nassau, et premier Grand-Duc de Luxembourg. L'actuel Grand-Duc de Luxembourg, Henri, est son descendant direct.
2. Bathildis d'Anhalt-Dessau (Dessau, 29 décembre 1837 - Château de Nachod, en Bohême, 10 février 1902), mariée le 30 mai 1862 à Guillaume de Schaumbourg-Lippe. Sa fille aînée, Charlotte, était l'épouse de Guillaume II de Wurtemberg.
3. Hilda Charlotte (Dessau, 13 décembre 1839 - Dessau, 22 décembre 1926).

## La mort
Frédéric, est décédé le 4 décembre 1864 à Dessau. La princesse Marie lui a survécu plus de 30 ans et est décédée le 28 juillet 1895 dans le Château de Hohenburg à Lenggries en Bavière.